# Minami-ku (Saitama)
Minami-ku (南区?) è uno dei 10 quartieri della città di Saitama, in Giappone.